# Roberto Murgita
Roberto Murgita (Genova, 11 novembre 1968) è un allenatore di calcio ed ex calciatore italiano, di ruolo attaccante, collaboratore tecnico del Genoa.

## Caratteristiche tecniche

### Giocatore

Maurizio Rossi e Roberto Murgita in -Padova del 24 settembre 1995.

Centravanti alto e forte fisicamente, sfruttava queste sue caratteristiche nel gioco aereo e in quello di sponda per i compagni di reparto
Nonostante non fosse un eccezionale goleador si è sempre fatto benvolere dai tifosi per lo spirito di sacrificio e la grinta che metteva in campo, a Vicenza per la sua eccezionale bravura nel colpo di testa venne soprannominato Boom Boom
A Genova, in un periodo dove andava difficilmente in rete, l'allenatore Franco Scoglio lo reinventò difensore centrale sfruttando soprattutto le sue ottime doti aeree anche in fase di copertura

## Carriera

### Giocatore
Ha iniziato la carriera nella sua città natale, nelle giovanili del Cosmos e poi negli esordienti della Sampdoria, prima di passare al Genoa. Con i rossoblu esordisce in prima squadra nel campionato di Serie B 1987-1988. Negli anni successivi viene mandato in prestito nelle serie inferiori, al Legnano, in Serie C2, e quindi alla Pro Vercelli.
Nel 1990 passa alla Massese, sempre in Serie C2. Con la squadra toscana conquista la promozione in Serie C1, e nella stagione 1992-1993 realizza 16 reti, diventando capocannoniere del suo girone e formando con Giancarlo Romairone una delle migliori coppie d'attacco del campionato. Tuttavia vennero annullate le due partite contro l'Arezzo, fallito ed estromesso dal campionato nel girone di ritorno: Murgita ha perso così il titolo di capocannoniere.
La stagione successiva ritorna al Genoa, voluto da Claudio Maselli come riserva di Tomáš Skuhravý. Con i Grifoni trova poco spazio, giocando solo 6 spezzoni in quello che è stato il suo primo campionato di Serie A. Durante questa stagione l'allenatore Franco Scoglio, chiamato in sostituzione di Maselli nel dicembre 1993, tenta di cambiarne il ruolo, trasformandolo in stopper per sfruttarne le doti nel gioco aereo. A fine stagione passa in comproprietà al Vicenza, in Serie B: Dopo un pre-campionato ricco di reti, le prime prestazioni in campionato sono negative e ha difficoltà ambientali. Alla decima giornata, un suo gol valido in Vicenza-Ancona non viene convalidato dall'arbitro Arena, in una delle sviste più evidenti della stagione, ma da quel giorno si sblocca e conclude la stagione con 19 reti, contribuendo al ritorno in Serie A dei veneti.
Nell'estate 1995 il Vicenza ne riscatta la comproprietà alle buste, per una differenza di soli due milioni di lire. Nel suo primo campionato di Serie A da titolare, in coppia con Marcelo Otero, segna 10 reti, tutte su azione, giocando spesso come centravanti-boa per i compagni, mentre nella stagione 1996-1997, sempre in tandem con l'attaccante uruguaiano, conquista la Coppa Italia, a cui contribuisce con un gol in semifinale.
Al termine della stagione passa al Piacenza, nell'operazione che porta a Vicenza Pasquale Luiso. Nonostante un rendimento inferiore al periodo vicentino segna 5 reti, tutte nel girone di ritorno, contribuendo ad una sofferta salvezza per la squadra.
Nel 1998 viene acquistato dal Napoli, appena retrocesso in Serie B, per 3 miliardi di lire, con un ingaggio da 700 milioni, voluto dal neo allenatore Renzo Ulivieri. L'avventura napoletana sarà negativa, anche a causa di una tendinite che lo tiene lontano dal campo per quattro mesi. Il presidente Ferlaino decide allora di puntare su Stefan Schwoch, acquistato nel mercato invernale, e Murgita perde il posto in squadra, giocando solamente 19 partite con un gol. Nella stagione 1999-2000 passa in prestito al Ravenna, sempre tra i cadetti: qui ritrova costanza di utilizzo e realizza 6 reti in campionato, la prima delle quali proprio al San Paolo. A fine stagione torna al Napoli, nel frattempo promosso in Serie A, ma viene nuovamente ceduto al Ravenna.
Rimane in Romagna fino alla sessione di mercato autunnale, nella quale passa al Treviso in cambio di Roberto Colacone: a fine stagione entrambe le squadre retrocederanno in Serie C1. Chiude la carriera a livello professionistico con due esperienze in Serie C2, all'Alessandria, in cui ha totalizzato 19 presenze e quattro reti, e al Savona, dove ritrova l'ex compagno di squadra nel Genoa Marco Nappi.
In seguito ha militato nei dilettanti, con una stagione nel Derthona e una nel Rapallo Ruentes. Nella formazione ligure ha rivestito anche l'incarico di allenatore-giocatore nella stagione 2004-2005.

### Allenatore
Dopo l'esordio a Rapallo, a partire dalla stagione 2006-2007 è l'allenatore in seconda del Mantova, guidato dall'ex compagno di squadra Domenico Di Carlo. In seguito si lega ancora a Di Carlo nella stagione 2007-2008 al Parma e a partire dalla stagione Serie A 2008-2009 nel ChievoVerona. Il 26 maggio 2010 passa alla Sampdoria sempre come vice allenatore di Di Carlo; il 7 giugno 2011 entrambi vengono sollevati dall'incarico. Il 14 giugno 2011 viene ufficializzato il suo ritorno al ChievoVerona insieme all'allenatore laziale..
Per la stagione 2013-2014 è inizialmente nominato allenatore del Genoa, dato che Fabio Liverani non è stato ammesso al Supercorso di Coverciano, poi il 20 luglio 2013 la guida tecnica del Grifone viene ufficialmente affidata a Liverani, con Murgita che viene di conseguenza confermato come vice. Con l'esonero di Liverani e l'assunzione di Gian Piero Gasperini rimane a far parte dello staff tecnico, lasciando il ruolo di allenatore in seconda a Tullio Gritti.
Tra il 2016 e il 2018 ricopre lo stesso ruolo con Ivan Jurić, Andrea Mandorlini e Davide Ballardini. Nell'ottobre 2018 col ritorno di Ivan Jurić assume il ruolo di vice-allenatore, che mantiene fino a dicembre, quando il croato viene sostituito da Cesare Prandelli, con cui torna a svolgere il collaboratore tecnico. Nell’agosto 2019 viene scelto come allenatore dell’Under-17, ma con l'arrivo di Thiago Motta come allenatore della prima squadra, viene nominato suo vice.
Dopo l'esonero dell'italo-brasiliano, rimane nello staff tecnico di Davide Nicola. Da agosto a dicembre 2020, gli viene affidata nuovamente l'Under-17, finché col quarto ritorno di Ballardini fa ancora rientro nello staff della prima squadra fino all’esonero nel novembre del 2021. Due mesi più tardi è il vice ad interim di Abdoulay Konko per poi diventare collaboratore del nuovo allenatore Alexander Blessin continuando con Alberto Gilardino.

## Palmarès
- Coppa Italia: 1

Vicenza: 1996-1997